# Grondpartij
De Grondpartij, ook wel Groep Stoffel was een Nederlandse politieke partij die in 1908 werd opgericht. Doelstelling van de partij was nationalisatie van particulier grondbezit om een meer rechtvaardige verdeling van kapitaal te bereiken. 
Tot de partij behoorden verschillende vooraanstaande hervormers. Lijsttrekkers waren Jan Stoffel (1918), Anne Rauwerda (1922) en Arjen Sevenster (1925).

## Grondnationalisatie
Doel van de nationalisatie van de grond zou moeten leiden tot grotere welvaart en meer gelijkheid van de gemeenschap. Middel hiertoe was het verhogen van de grondbelasting voor particuliere grondbezitters. De hoge opbrengsten van de grondbelastingen dienden daarbij te worden aangewend voor schadeloosstelling van de grondeigenaren. 'Iedere bekwaam gevonden Nederlander' zou een boerderij of tuinderij in erfpacht toegewezen moeten krijgen door de overheid. Het gezin zou daarbij als onmisbaren grondslag van alle volkskracht ondersteund zien.

## Oprichters
Voorloper van de Grondpartij was de in 1889 opgerichte Bond voor Landnationalisatie door Jan Stoffel, Derk Roelof Mansholt, Daniël de Clercq en de Amsterdamse architect Theodor Sanders.
Eerste lijsttrekker van de Grondpartij werd de Deventer industrieel Jan Stoffel, die overtuigd was geraakt van de ideeën van de Amerikaan  Henry George en de Duitser Michael Flürschheim. 
Jan Stoffel was daarbij redacteur geweest van het NBvL-blad Grond aan Allen (1890-1896).
Ook propagandist voor coöperaties Daniël de Clercq behoorde tot de oprichters. De Clercq schreef in De Nieuwe Aarde, het blad van de Grondpartij. 
Tot de oprichters behoorden verder de Groninger boer Derk Roelof Mansholt en de Amsterdamse architect Theodor Sanders. 
Frederik van Eeden zou later van de Algemeene Staatspartij (ASP) overstappen naar de Grondpartij.

## Verkiezingen
De partij deed in 1922 en 1925 mee aan de Tweede Kamerverkiezingen onder de naam Lijst Stoffel. Landnationalisatie was hierbij speerpunt van het verkiezingsprogramma. De partij kreeg beide keren minder dan 1% van de stemmen, de meeste stemmers woonden in Noord-Friesland. De Grondpartij kreeg te kampen met een richtingenstrijd tussen de aanhangers van Oppenheimer (met o.a. Albert Jan Feberwee en Rauwerda) en George (met Arjen Sevenster en uitgever Johannes Kuiken). In 1926 werd de partij onder voorzitterschap van De Clercq omgezet in de Bond tot Hervorming van den Grondeigendom. In 1935 zou de naam BHG worden gewijzigd in Liberaal-Socialistische Beweging (LSB).